# Sopwith Snapper
Sopwith Snapper là một mẫu thử máy bay tiêm kích của Anh trong Chiến tranh thế giới I.

## Tính năng kỹ chiến thuật
Dữ liệu lấy từ British Aeroplanes 1914-18
Đặc điểm tổng quát
- Kíp lái: 1
- Chiều dài: 20 ft 7 in (6,28 m)
- Sải cánh: 28 ft 0 in (8,54 m)
- Chiều cao: 10 ft (3,05 m)
- Diện tích cánh: 292 ft² (27,1 m²)
- Trọng lượng rỗng: 1.462 lb (665 kg)
- Trọng lượng có tải: 2.190 lb (995 kg)
- Động cơ: 1 × ABC Dragonfly, 360 hp (269 kW)

 Hiệu suất bay 
- Vận tốc cực đại: 140 mph (122 knot, 225 km/h) trên độ cao 10.000 ft (3.050 m)
- Trần bay: 23.000 ft (7.000 m)
- Tải trên cánh: 7,5 lb/ft² (36,7 kg/m²)
- Công suất/trọng lượng: 0,16 hp/lb (0,27 kW/kg)
- Lên độ cao 10.000 ft (3.050 m): 7 phút 50 giây

Trang bị vũ khí

- Súng: 2x Súng máy Vickers .303 in